# Otto Roth (Mediziner, 1843)
Otto Roth (* 1843; † 1879) war ein deutscher Arzt in Wiesbaden.
Roth war ein promovierter Arzt. Er war Autor des ersten klinischen Wörterbuchs (Medizin-Enzyklopädie) in deutscher Sprache, abgesehen vom Kritisch-etymologischen medicinischen Lexikon (3. Auflage, Göttingen 1844) von Ludwig August Kraus, das stark etymologisch orientiert war. Roths Wörterbücher erschienen zuerst 1878 in Erlangen und zuletzt 1925 in 10. Auflage in Leipzig bei Georg Thieme. Die 2. Auflage von 1884 wurde erst nach Roths Tod verlegt, sie wurde von Hermann Gessler (1. Assistenzarzt am medizinisch-klinischen Institut in München) bearbeitet.
Roths Wörterbuch fand später Nachfolger beziehungsweise Konkurrenz durch das Klinische Wörterbuch von Otto Dornblüth (1. Auflage 1894) mit der Fortführung durch Willibald Pschyrembel (269. Auflage 2023) und durch Walter Guttmanns Medizinische Terminologie (35 Auflagen von 1902 bis 1951).
Im Vorwort der ersten Auflage schrieb Otto Roth, dass er es für einen Vorzug hielt, nur die neuesten medizinwissenschaftlichen Werke zu Rate gezogen zu haben (bis auf etymologische Informationen aus dem Werk von Kraus), die er auch explizit aufführt. Weiter führt er aus, dass er sich auf das Wesentliche beschränkte und allgemein Verständliches wegließ – im Wörterbuch von Kraus waren noch sehr viel mehr Begriffe behandelt –  und der Schwerpunkt in der Pathologie lag. Die Zweige der Medizin, die sich mit den normalen physiologischen Verhältnissen befassen (Anatomie, Histologie usw.), behandelt er ausdrücklich nicht. Außerdem behandelt er nach eigenen Worten Begriffe der Chirurgie, der klinischen Diagnostik, der medizinischen Physik und der allgemeinen Therapie, so dass er die Bezeichnung „klinische Terminologie“ für gerechtfertigt ansieht (aber Materia medica und pathologische Chemie weglässt).
Die Autoren der beiden ersten Auflagen nannten ihr Werk im Vorwort und zusätzlich auf einem inneren Vorsatzblatt Terminologia clinica. In der fünften Auflage findet sich auf den Seiten XIII bis XXX eine umfassende „Kurze sprachliche Einführung“ von Heinrich Zimmerer mit zahlreichen altgriechischen Begriffen ohne lateinische Transkription und ohne Übersetzung. Graecum und Latinum wurden damals vorausgesetzt.
Eine ausführliche historische Aufarbeitung der wechselvollen Geschichte dieses Wörterbuches findet sich auf den Seiten III bis V im Vorwort der zehnten (und damit letzten) Auflage von Vater und Sohn Doll.

## Schriften
- Klinische Terminologie. Zusammenstellung der in der gesamten Medizin gebräuchlichen technischen Ausdrücke mit Erklärung ihrer Bedeutung und Ableitung
  - 1. Auflage, Klinische Terminologie, von Otto Roth, Verlag Eduard Besold, Erlangen 1878, 370 Seiten, Nachdruck ISBN 978-0-54381651-1
  - 2. Auflage, Klinische Terminologie, von Hermann Gessler, Verlag Eduard Besold, Erlangen 1884, 421 Seiten, Nachdruck ISBN 978-3-7446-0568-7
  - 3. Auflage, Klinische Terminologie, von Hermann Gessler und Roderich Stintzing, Verlag Eduard Besold, Erlangen 1889, 500 Seiten, Nachdruck ISBN 978-3-7434-5488-0. Digitalisat der 3. Auflage 1889, Internet Archive
  - 4. Auflage, Klinische Terminologie, von Hermann Gessler und Roderich Stintzing, Verlag Eduard Besold, Leipzig 1893, 522 Seiten, Nachdruck ISBN 978-3-7446-0558-8
  - 5. Auflage, Klinische Terminologie, von Hermann Gessler, Verlag von Arthur Georgi, Leipzig 1897, XXXII, 556 Seiten
  - 6. Auflage, Klinische Terminologie, von Hermann Vierordt, Verlag von Arthur Georgi, Berlin 1902, 590 Seiten
  - 7. Auflage, Klinische Terminologie, von Hermann Vierordt, Georg Thieme Verlag, Leipzig 1908, 673 Seiten, Nachdruck ISBN 978-3-75016507-6
  - 8. Auflage, Klinische Terminologie, von Ernst Oberndörffer, Georg Thieme Verlag, Leipzig 1914, 484 Seiten
  - 9. Auflage, Klinische Terminologie, von Franz Dörbeck, Georg Thieme Verlag, Leipzig 1919
  - 10. Auflage, Roth's klinische Terminologie, von Karl Doll und Hermann Doll, Georg Thieme Verlag, Leipzig 1925, 576 Seiten